# Барбиролли, Эвелин
Э́велин Барбиро́лли (англ. Evelyn Barbirolli, урождённая Ротуэлл, англ. Rothwell; 24 января 1911, Уоллингфорд, ныне графство Оксфордшир — 25 января 2008) — английская гобоистка. Жена дирижёра Джона Барбиролли.

## Биография и карьера
Начала учиться игре на гобое лишь в семнадцатилетнем возрасте, поступив в школу для девочек в деревне Колд-Эш в Западном Беркшире. Затем окончила Королевский колледж музыки по классу гобоя Леона Гуссенса; её соучеником был Бенджамин Бриттен, впоследствии привлекавший её к исполнению гобойных партий в ряде своих сочинений.
Эвелин Ротуэлл дебютировала в оркестре театра Друри-Лейн, замещая игравшего в нём Гуссенса. Затем она поступила в качестве второго гобоя в гастрольный оркестр Ковент-Гардена, которым руководил Джон Барбиролли. Возглавив в 1933 году Шотландский оркестр, Барбиролли пригласил молодую гобоистку уже за пульт первого гобоя. Ввиду сравнительно небольшой занятости в этом оркестре во второй половине 1930-х гг. Ротуэлл одновременно играла в оркестре Глайндборнского фестиваля, а иногда и в составе Лондонского симфонического оркестра. В этот же период она начала выступать как солист, и увлечённый ею Барбиролли аранжировал для неё несколько концертов из произведений Перголези, Корелли и Генделя.
В 1939 году Барбиролли и Ротуэлл вступили в брак (после того, как Барбиролли развёлся наконец с предыдущей женой) и уехали в США, где он возглавил Нью-Йоркский филармонический оркестр. С этого времени, однако, Ротуэлл, продолжавшая пользоваться девичьей фамилией, сократила до минимума свои выступления с мужем, стремясь избежать обвинений в семейственности. Так продолжалось и после возвращения супругов в Англию в 1943 году. Среди немногочисленных совместных выступлений Барбиролли и Ротуэлл, однако, были несколько значительных: так, в 1948 году в Зальцбурге они исполнили, вместе с Оркестром Халле, концерт для гобоя с оркестром Вольфганга Амадея Моцарта, который до этого на протяжении более чем столетия считался утраченным. В 1952 году Эвелин Ротуэлл опубликовала книгу «Техника гобоя» (англ. Oboe Technique), в 1956 году записала вместе с мужем концерт для гобоя с оркестром Ральфа Воан-Уильямса.
После смерти мужа в 1970 году Эвелин Барбиролли стала использовать его фамилию. Она вернулась к исполнительской деятельности, много преподавала в Королевской академии музыки. В 1974—1977 годах вышел подготовленный ею трёхтомный «Спутник гобоиста» (англ. Oboist's Companion), а в 2002 году — автобиографическая книга «Жизнь со знаменитым Джоном» (англ. Living with Glorious John).
В 1984 год Эвелин Барбиролли была произведена в офицеры Ордена Британской империи.